# Adalberge de Lombardie
Adalberge de Lombardie (VIIIe siècle) est une noble italienne, belle-sœur de Charlemagne et fille du roi Didier de Lombardie et de Ansia,.

## Biographie
Elle est la fille de Didier de Lombardie, qui fut le dernier roi des Lombards d'Italie de 757 à juin 774, avant d'être vaincu et remplacé en 774 par Charlemagne.
Didier arrange un mariage stratégique avec Arigis II de Bénévent afin de consolider son pouvoir en Italie.
Après que le royaume des Lombards ait été vaincu par Charlemagne, le reste de la famille d'Adalberge fuit et est bannie dans des monastères. L'époux d'Adalberge résiste jusqu'en 787, date à laquelle il fait la paix mais refuse un traité qui lui ferait céder des terres, avec l'appui d'Adalberge et des Byzantins.
De retour d'exil, leur fils, Grimoald III de Bénévent, prend le côté de Charlemagne et défait les Byzantins.